# ذرة غير متجانسة

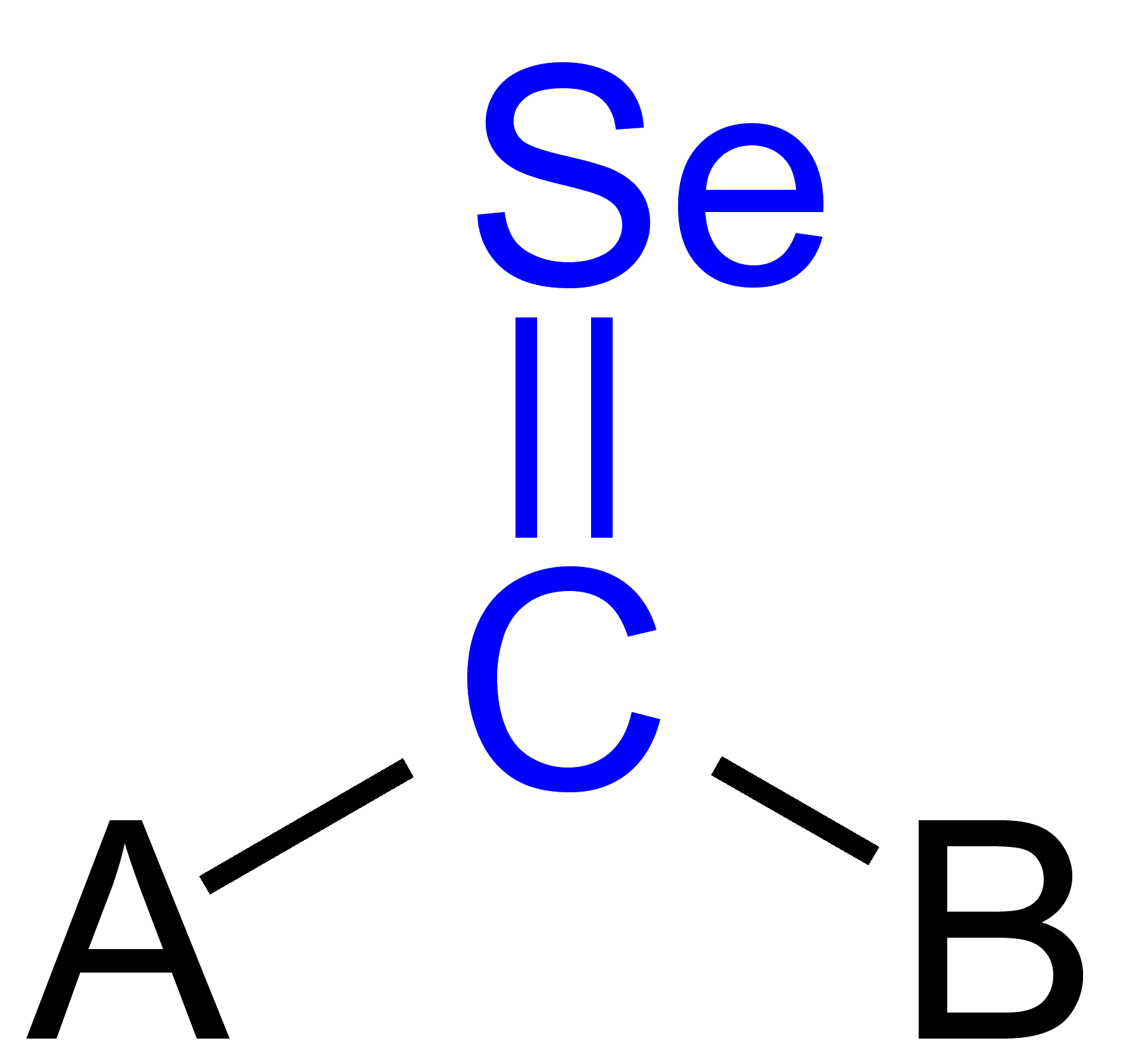

في نظام تسمية الكيمياء العضوية، الذرة المخالفة أو الذرة غير المتجانسة أو الذرة المتغايرة (heteroatom، مشتق من الإغريقية القديمة، حيث تعنى كلمة heteros مختلف) هي أي ذرة ليست ذرة كربون أو هيدروجين. وغالبا ما تكون ذرة أكسجين، نيتروجين، كبريت، فوسفور، بورون.
وعند وصف بناء البروتين، وخاصة فيما يطلق عليه الآن بنك معلومات البروتين، تصف قيم الذرة غير المتجانسة الذرة التي تنتمي لجزيء صغير وليس كجزء من سلسلة البوليمر الحيوي.

## اقرأ أيضاً
- مركب حلقي غير متجانس